# Jamski tempelj Bingling, Jongdžang
Jamski tempelj Bingling (poenostavljeno kitajsko: 炳灵寺; tradicionalno kitajsko: 炳靈寺; pinjin: Bǐnglíng Sì) je vrsta jam, polnih budističnih skulptur, vklesanih v naravne jame in kaverne v kanjonu ob Rumeni reki. Leži severno od mesta, kjer se Rumena reka izliva v rezervoar Liudžiašja. Administrativno je mesto v okrožju Jongdžang v avtonomni prefekturi Linšja Hui v provinci Gansu, približno 100 km jugovzhodno od Landžoua. Ta tempelj je bil skupaj z drugimi kraji vzdolž svilne poti leta 2014 vpisan na Unescov seznam svetovne dediščine kot del Svilna pot: mreža poti koridorja Čangan-Tjanšan.
Jame so izdelovali več kot tisočletje. Prvo jamo so začeli graditi okoli leta 420 n. št. na koncu kraljestva Zahodni Čin. Dela so se nadaljevala in med dinastijami Vei, Sui, Tang, Song, Juan, Ming in Čing so dodali še več jam. Slog vsake jame je mogoče zlahka povezati s tipičnim umetniškim delom ustrezne dinastije. Tempelj Bingling je slogovno in geografsko vmesna točka med monumentalnimi Budami iz Bamijana v Afganistanu in budističnimi jamami v osrednji Kitajski, jamami Jungang blizu Datonga in jamami Longmen blizu Luojanga.
Skozi stoletja so potresi, erozija in plenilci poškodovali ali uničili številne jame in umetniške zaklade v njih. Skupaj je ohranjenih 183 jam, 694 kamnitih kipov in 82 glinenih skulptur. Reliefne skulpture in jame, polne Bud in fresk, se vrstijo na severni strani kanjona približno 200 metrov. Vsaka jama je kot miniaturni tempelj, poln budističnih podob. Te jame dosežejo vrhunec v veliki naravni votlini, kjer se lesene steze negotovo vijejo po skalni steni do skritih votlin ob pečinah in velikanskega Bude Maitreja, ki je visok več kot 27 metrov.

## Turizem
Skulpture, rezbarije in freske, ki so ostale, so izjemni primeri budistične umetnosti in privabljajo obiskovalce z vsega sveta. Lokacija je izjemno oddaljena in je dosegljiva le poleti in jeseni s čolnom preko rezervoarja Liudžiašja. Čolni odhajajo iz bližine jezu Liudžiašja v mestu Liudžiašja (okrožni sedež okrožja Jongdžang), včasih pa tudi iz drugih dokov na rezervoarju. Preostanek leta je lokacija nedostopna, saj v okolici ni cest.